# دودمان چهارم مصر
دودمان چهارم مصر باستان دوره‌ای از تاریخ مصر است که به عنوان «دوران طلایی» پادشاهی کهن شناخته می‌شود. این دوران میان سال‌های ۲۶۱۳ تا ۲۴۹۹ پیش از میلاد بود و در آن مصر دوره‌ای از صلح و فراوانی و عظمت را تجربه می‌کرد و روابط تجاری با کشورهای خارجی افزایش یافت.
دودمان‌های سه، چهار، پنج، و شش اغلب زیر عنوان «پادشاهی کهن» طبقه‌بندی می‌شوند. از این دوره‌های تاریخی به نام «عصر هرم‌ها» نیز نام برده می‌شود. پایتخت مصر در آن هنگام شهر ممفیس بوده‌است.

## پادشاهان

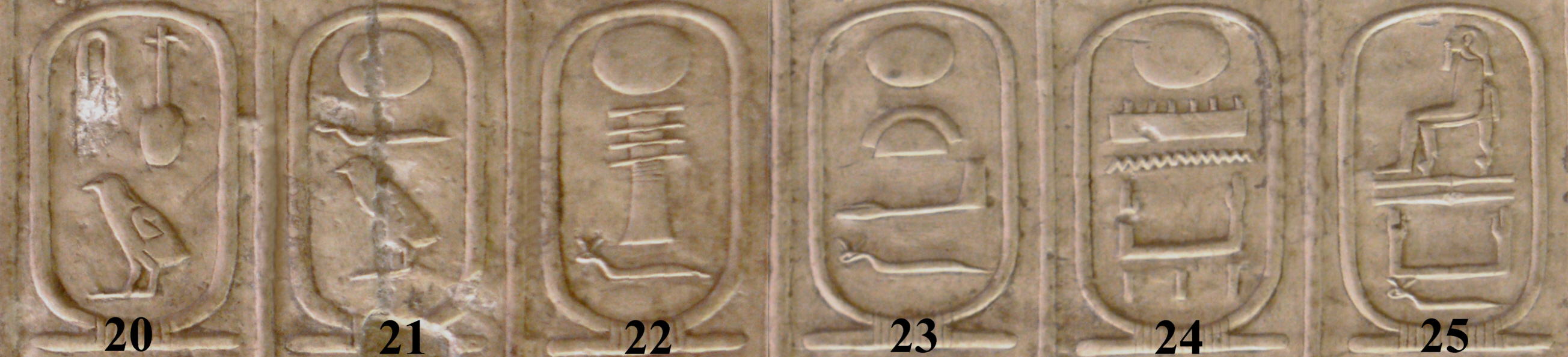
تصویر نام شش فرعون دودمان چهارم در فهرست پادشاهان ابیدوس

دودمان چهارم اوج فعالیت‌های مربوط به هرم‌سازی در تاریخ مصر را داشت. آرامش نسبی در آن دوران به پادشاهان این فرصت را داد که طرح‌های بزرگی همچون مجموعه اهرام جیزه را پایه‌ریزی کنند. تجربه‌هایی که در دوران سنفرو به دست آمد باعث شدند که هرم‌های پلکانی مصطبه‌ای شکل به هرم‌های واقعی با دیوارهای صاف و صیقل‌خورده تکامل یابند. وجود ساختمان‌ها و هرم‌های بزرگ در این دوره باعث شده‌است که مصرشناسان دودمان چهارم را برترین و پیشرفته‌ترین دوره تاریخی مصر در زمینه ساخت و ساز بدانند. هر یک از فرعون‌های این دوره هرمی برای خود ساخت تا به عنوان آرامگاه یا بنای یادبود از خود به یادگار گذارد.
در زیر فهرستی از فرعون‌های این دوره - که روی هم رفته ۱۱۹ سال فرمانروایی کردند - آمده‌است:
| نام     | دوران                      | هرم                                    | شهبانو(ها)                                                           | تصویر |
| ------- | -------------------------- | -------------------------------------- | -------------------------------------------------------------------- | ----- |
| سنفرو   | ۲۵۸۹–۲۶۱۳ پ.م.             | هرم خمیده هرم سرخ هرم می‌دوم            | شهبانو حتپ‌حرس یکم                                                    |       |
| خوفو    | ۲۵۶۶–۲۵۸۹ پ.م.             | هرم بزرگ جیزه                          | شهبانو مریتیتس دوم شهبانو حنوتسن                                     |       |
| جدفرع   | ۲۵۵۸–۲۵۶۶ پ.م.             | هرم جدفرع                              | شهبانو حتپ‌حرس دوم شهبانو خن‌تتکا                                      |       |
| خفرع    | ۲۵۳۲–۲۵۵۷ پ.م.             | هرم خفرع                               | شهبانو مره‌سانخ سوم شهبانو خمررنبتی یکم شهبانو هکه‌نوهجت شهبانو پرسه‌نت |       |
| بیخریس  | حدود ۲۵۷۰ پیش از میلاد     | هرم شمالی احتمالاً ناتمام زاویت العریان |                                                                      |       |
| منکاورع | ۲۵۰۳–۲۵۳۲ پ.م.             | هرم منکورع                             | شهبانو خمررنبتی دوم                                                  |       |
| شپسسکاف | ۲۴۹۹–۲۵۰۳ پ.م.             | مصطبة الفرعون                          | شهبانو بونفر                                                         |       |
| تامپتی  | حدود ۲۵۰۰ سال پیش از میلاد |                                        |                                                                      |       |

## انحطاط سیاسی
مصرشناسان بر این باورند که انحطاط سیاسی دودمان‌های سوم و چهارم با افزایش قدرت اشراف آغاز شد. در طول این دو دوره زمامداری، هدف اصلی فرعون‌ها سرکوب شورش‌های بردگان و کشاورزان و مهار کردن ناآرامی‌های درونی بود؛ کاری که باعث افزایش بیش از پیش قدرت حکومتی شد. مقاومت بردگان در هم شکسته می‌شد و آن‌ها مدت‌ها در تکرار طغیان‌های خود دوری گزیدند و به تبع آنان نیز دیگر گروه‌های ناراضی کشور همچون کشاورزان و تهیدستان از برگزار کردن گردهمایی‌های اعتراض‌آمیز و شورش‌های محلی خودداری کردند.
نوشتارهای تاریخ‌نویسان مصری و یونانی از این دوره نیز نشانگر نارضایتی در میان مردم است. هرودوت می‌نویسد که خوفو نیایشگاه‌های مصریان را بست و آن‌ها را واداشت تا در ساخت هرم بزرگش بردگی کنند. او آنچنان سرمایه‌ای برای ساخت این هرم به مصرف رساند که بی‌پول شد و در پایان ناچار شد دختر خود را به تن‌فروشی وادار کند.
به نوشته دیودور، خوفو و پسرش خعفرع آنچنان ترسی از مردم خشمگین از خود داشتند که برای جلوگیری از متلاشی شدن جسد مومیاییشان توسط مردم در دوره‌های بعدی، از نزدیکان خود و اشراف خواستند که آن‌ها را در گورهایی بی‌نام و نشان به خاک سپارند.